# ترموشنیتسه
ترموشنیتسه (به چکی: Třemošnice) یک منطقهٔ مسکونی و شهرستان دارای شهرک سابقاً روستا در جمهوری چک است که در شهرستان خرودیم واقع شده‌است. ترموشنیتسه ۳٬۱۴۴ نفر جمعیت دارد.